# Paweł Raczkowski
Paweł Raczkowski (Varsavia, 10 maggio 1983) è un arbitro di calcio polacco.

## Carriera
Ha debuttato nel 2010 in Ekstraklasa. Il 18 luglio 2013 dirige il suo primo match in Europa, tra Ertis e Široki Brijeg.
Nel 2013 è stato inserito nella lista degli arbitri FIFA, e esordisce come tale il 26 marzo 2013, dirigendo Germania U-17-Bulgaria U-17.
Ha arbitrato la sua prima partita tra Nazionale maggiori il 27 maggio 2014, dirigendo Giappone-Cipro. Successivamente, è stato selezionato come arbitro per il Campionato europeo di calcio Under-17 2015 e a marzo 2016 come arbitro aggiuntivo per il Campionato europeo di calcio 2016.
Nel 2019 arbitra la Supercoppa di Polonia 2019, tra Piast Gliwice e Lechia Gdańsk. Inoltre, nel corso della sua carriera, ha arbitrato partite in altri Paesi, tra cui in Giappone (nella J.League Division 1 2014), in Moldavia (per la finale della Moldovan Cup 2016) e in Arabia Saudita (nella Saudi Professional League e nella King Cup).